# Albinen
Albinen (francouzsky Arbignon/Albignon) je obec ve švýcarském kantonu Valais, okrese Leuk. Žije zde 238 obyvatel.

## Geografie
Albinen leží na jižním svahu u vstupu do údolí řeky Dala, nad okresním městem Leuk. Nejvyšším bodem obecního katastru je 2848 metrů vysoký Schafberg. K Albinenu patří také osada Tschingere, nacházející se níže v údolí na silnici Leuk–Inden.

## Historie

Letecký pohled (1955)

První zmínka o obci pochází z roku 1224, kdy je uváděna jako Albignun. Název místa by mohl zřejmě pocházet z latinského osobního jména *Albinione.
Albinen, který je jako communitas doložen v roce 1291, se ve 14. století postupně odtrhl od biskupského vikariátu v Leuku a následně si obec zvolila dva představené (procuratores) (stanovy obce z roku 1552). Albinen zůstal farností mateřského kostela v Leuku až do založení farnosti v roce 1737. Až do roku 1930 byl Albinen čistě zemědělskou obcí s vícestupňovým smíšeným hospodařením (orná půda, chov dobytka, vinařství). Výstavba silnice Leuk–Albinen v roce 1956 vedla k jejímu úpadku a ke zvýšené migraci za prací do Leuku, Chippisu (hliníkárna) a Sierre. Ještě v roce 2000 zde byly dva statky s plným pracovním úvazkem. Koncem 70. let 20. století bylo otevřeno silniční spojení Leukerbad–Albinen a v roce 1982 autobusová linka. Albinen těžil z blízkosti Leukerbadu a vznikly zde rekreační osady. Rozmach turistiky (lyžařský areál Torrent) zpomalil odliv obyvatel.

## Obyvatelstvo

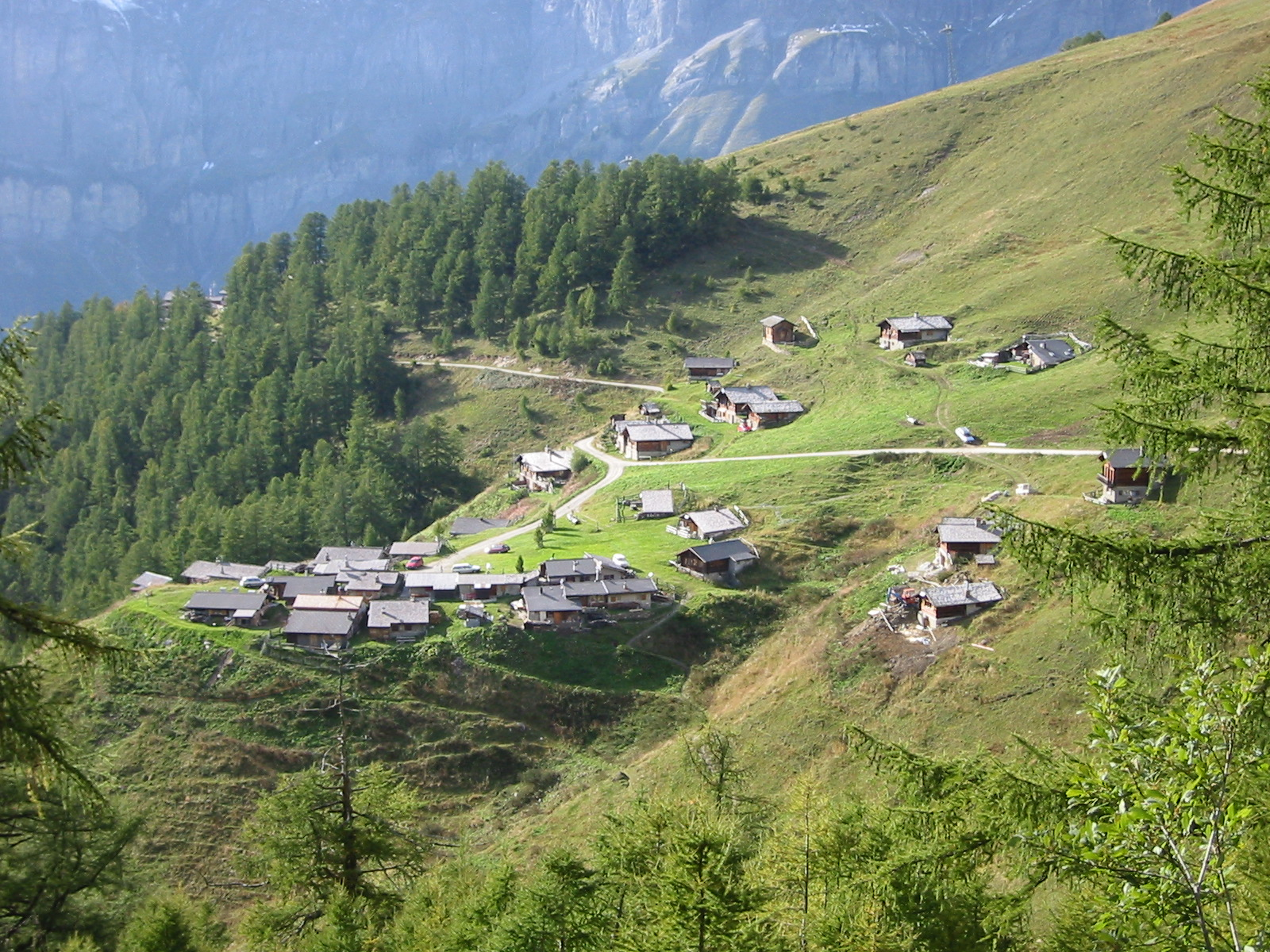
Torrentalp

| Rok            | 1850 | 1900 | 1950 | 2000 | 2010 | 2012 | 2014 | 2016 |
| Počet obyvatel | 370  | 380  | 323  | 261  | 278  | 268  | 251  | 241  |

## Pamětihodnosti
K pamětihodnostem Albinenu patří řada zachovalých horských statků a stodol ve Valais. V obci se nachází soukromé muzeum mlýnů, které je otevřeno jednou týdně.
Vesnický kostel byl postaven ve velmi moderním stylu poté, co byl starý kostel zničen zemětřesením. 

## Doprava
Vedlejší silnice spojují Albinen s Leukerbadem a Leukem. Nejbližší železniční stanice se nachází v Leuku (na Simplonské dráze).